# NGC 4945
NGC 4945, även känd som Caldwell 83, är en stavgalax i stjärnbilden Kentauren. Den upptäcktes den 29 april 1826 av James Dunlop. 